# سیمون ویلانووا
سیمون ویلانووا (انگلیسی: Simone Villanova؛ زادهٔ ۲۲ نوامبر ۱۹۸۴) بازیکن فوتبال اهل ایتالیا است.
از باشگاه‌هایی که در آن بازی کرده‌است می‌توان به باشگاه فوتبال اینتر میلان و باشگاه فوتبال چیتادلا اشاره کرد.